# Rebecca Lavelle
Rebecca Lavelle (született Rebecca Anne Lavelle, 1980. március 18. –) ausztrál énekesnő.

## Élete
Már hároméves korától énekel és táncol. Tíz különböző iskolába járt, majd táncolni és énekelni tanult a Brent Street School of Performing Art-ban. 2001-től a McLeod lányai című ausztrál sorozat dalait énekelte, melyeket Posie Graeme-Evans ír, aki egyben a sorozat producere és írója, a zenét Chris Harriott szerezte. Három album is megjelent a sorozat zenéiből 12-12, illetve 16 dallal. Az első kettő aranylemez lett, az elsőt több mint 70 000, a másodikat több mint 35 000 példányban adták el. Rebecca Lavelle 2006-ban szerepelt is a sorozat hatodik évadában Bindy Martin néven.
Három önálló albuma is megjelent, 2007-ben az Intimate Portrait, 2010-ben a Love & Bravery, 2016-ban pedig a Kehr wieder, amelynek csak a címe német nyelvű, a szereplő dalokat angolul énekli.
2011 februárjában a németországi Hamburgba költözött. 2014-ben a német The Voice of Germany nevű énekes felfedezőshow első 64 helyezettje közé jutott, de az ún. Battle Roundban kiesett.

## Lemezei

### Stúdióalbumok
- McLeod's Daughters: Songs from the Series Volume 1, 2004
- McLeod's Daughters: Songs from the Series Volume 2, 2006
- Intimate Portrait, 2007
- McLeod's Daughters: Songs from the Series Volume 2, 2008
- Love & Bravery, 2010
- Kehr Wieder, 2016

### Kislemez
- My Heart Is Like A River, 2002